# Волновая поверхность
Волновая поверхность — геометрическое место точек, испытывающих возмущение обобщённой координаты в одинаковой фазе.

Плоская волна

Плоская волна

Типы волновых поверхностей (на примере света)
- Для аморфных сред эта поверхность имеет форму сферы. Свет распространяется одинаково во всех направлениях.
- Для кубических кристаллов эта поверхность также имеет форму сферы.
- В кристаллах средних сингоний происходит двулучепреломление. Свет, вошедший в кристалл, распадается на обыкновенный и необыкновенный лучи. Поэтому поверхность показателей преломления состоит из эллипсоида вращения и сферы. В том случае, если сфера вписана в эллипсоид, кристалл называется оптически отрицательным, если же эллипсоид вписан в сферу, кристалл называется оптически положительным.
- В кристаллах нижних категорий тоже происходит двулучепреломление. Свет, вошедший в кристалл, распадается на два необыкновенных луча. Волновая поверхность имеет сложную форму. Оптический знак определяется по виду индикатрисы.